# 南博 (ジャズピアニスト)
南 博（みなみ ひろし、1960年5月15日 - ）は、日本のジャズピアニスト、作曲家、エッセイスト、文筆家。ピアノ教室も主催している。東京都出身。

## 来歴・人物
音楽高校のピアノ科に在籍していた頃にキース・ジャレットの『フェイシング・ユー』（1971年）を聴いたことがジャズに関心を抱くきっかけになった。
高校卒業後、半年ばかり宅孝二に師事。五反田にあった宅の自宅に通っていた。
1986年、東京音楽大学器楽科打楽器専攻卒業。
1991年、バークリー音楽大学作曲パフォーマンス課程卒業。
綾戸智絵トリオを経て、近年は、イーストワークスエンターテインメントよりアルバム作品を発売しており、ジャズサキソフォン奏者である菊地成孔との共演、共同制作も多い。デンマークのジャズトランペッター、カスパー・トランバーグとの親交でも知られる。
オフィシャルサイトに掲載していた日記が小学館より『白鍵と黒鍵の間に』として発売され、福田和也が激賞したことから、エッセイストとしても注目を浴びた。『白鍵と黒鍵の間に』は冨永昌敬の監督、池松壮亮の主演により映画化され、2023年に公開された。

## 音楽作品（主なアルバム）
- 『Now's the Time Workshop』（レーベル：ファンハウス、1991年） - オムニバス
- 『Message For Parlienna』（レーベル：Extraplatte、1992年）
- 『BIRD in BERLIN』（南博カルテット名義：ピアノカルテット作品、レーベル：メディアリングス、1997年）
- 『three times one』（Hiroshi Minami 3名義：ピアノトリオ作品、レーベル：イーストワークスエンタテインメント、1997年）
- 『songs』（Hiroshi Minami 3名義：ピアノトリオ作品、レーベル：イーストワークスエンタテインメント、2001年）
- 『GO THERE!』（Hiroshi Minami 4名義：ピアノクアルテット作品、レーベル：イーストワークスエンタテインメント、2002年）
- 『Celestial Inside』（Minami Hiroshi Go There!名義：ピアノクアルテット作品、レーベル：エアプレーンレーベル、2002年）
- 『Touches&Velvets - Quiet Dream』（南博名義：ピアノソロ作品、レーベル：イーストワークスエンタテインメント、2004年）
- 『Elegy』（南博名義、レーベル：イーストワークスエンタテインメント、2006年）
- 『Like Someone In Love』（Hiroshi Minami Trio名義：ピアノトリオ作品、レーベル：イーストワークスエンタテインメント、2008年）
- 『花と水』（菊地成孔 南博 名義、レーベル：イーストワークスエンタテインメント、2009年）
- 『The Girl Next Door』（Hiroshi Minami Trio名義：ピアノトリオ作品、レーベル：イーストワークスエンタテインメント、2010年）
- 『From me to me』（Minami Hiroshi Go There!名義：ピアノクアルテット作品、レーベル：エアプレーンレーベル、2010年）
- 『Body & Soul』（Hiroshi Minami Trio名義：ピアノトリオ作品、レーベル：イーストワークスエンタテインメント、2011年）

## 音楽作品（主な参加作品）
- YOSHIKO SAITA『THIS SIDE OF PARADISE』
- YUKI MAEDA『JAZZ AGE GERSHWIN SONG BOOK I』
- YUKI MAEDA『JAZZ AGE GERSHWIN SONG BOOK II』
- KASPER TRANBERG『YAKUZA ZHUFFLE』
- KASPER TRANBERG『PANORAMA』
- KASPER TRANBERG『MORTIMER HOUSE』
- KASPER TRANBERG『Social Aid And Pleasure Club Of Copenhagen』
- 菊地成孔、コンボピアノ『10 Minutes Older』
- 菊地成孔『DEGUSTATION A JAZZ』
- 菊地成孔『CHANSONS EXTRAITES DE DEGUSTATION A JAZZ』
- 菊地成孔『南米のエリザベス・テイラー』
- 菊地成孔『Wait Until DarkThe Original Sound Track 大停電の夜に』
- 与世山澄子 『INTERLUDE』
- 菊地成孔とペペ・トルメント・アスカラール『野生の思考 −La Pensée Sauvage−』
- matsukaze koichi zekatsuma akustik trio『lindenbaum session』
- チャーリー・コーセイ『GUY'S HEART -Charlie's Lupin Songs-』

## 著書
- 白鍵と黒鍵の間に（2008年5月、小学館 ISBN 978-4-09-387789-3 / 2010年7月、小学館文庫 ISBN 978-4-09-408526-6）
- 鍵盤上のU.S.A.（2009年4月、小学館 ISBN 978-4-09-387854-8）
- マイ・フーリッシュ・ハート（2011年4月、扶桑社 ISBN 978-4594064068）
- パリス ジャポネピアニスト、パリを彷徨く（2018年3月、駒草出版 ISBN 9784905447948）
- （森本恭正と共著）音楽の黙示録 クラシックとジャズの対話（2021年7月10日、アルテスパプリッシング ISBN 978-4-86559-238-2）